# Murexia longicaudata
El dasiuro de pelo corto (Murexia longicaudata) es una especie de marsupial dasiuromorfo de la familia Dasyuridae propia de Nueva Guinea, del nivel del mar hasta los 1800 m de altitud, y las islas de Aru y Yapen.